# おなっとう

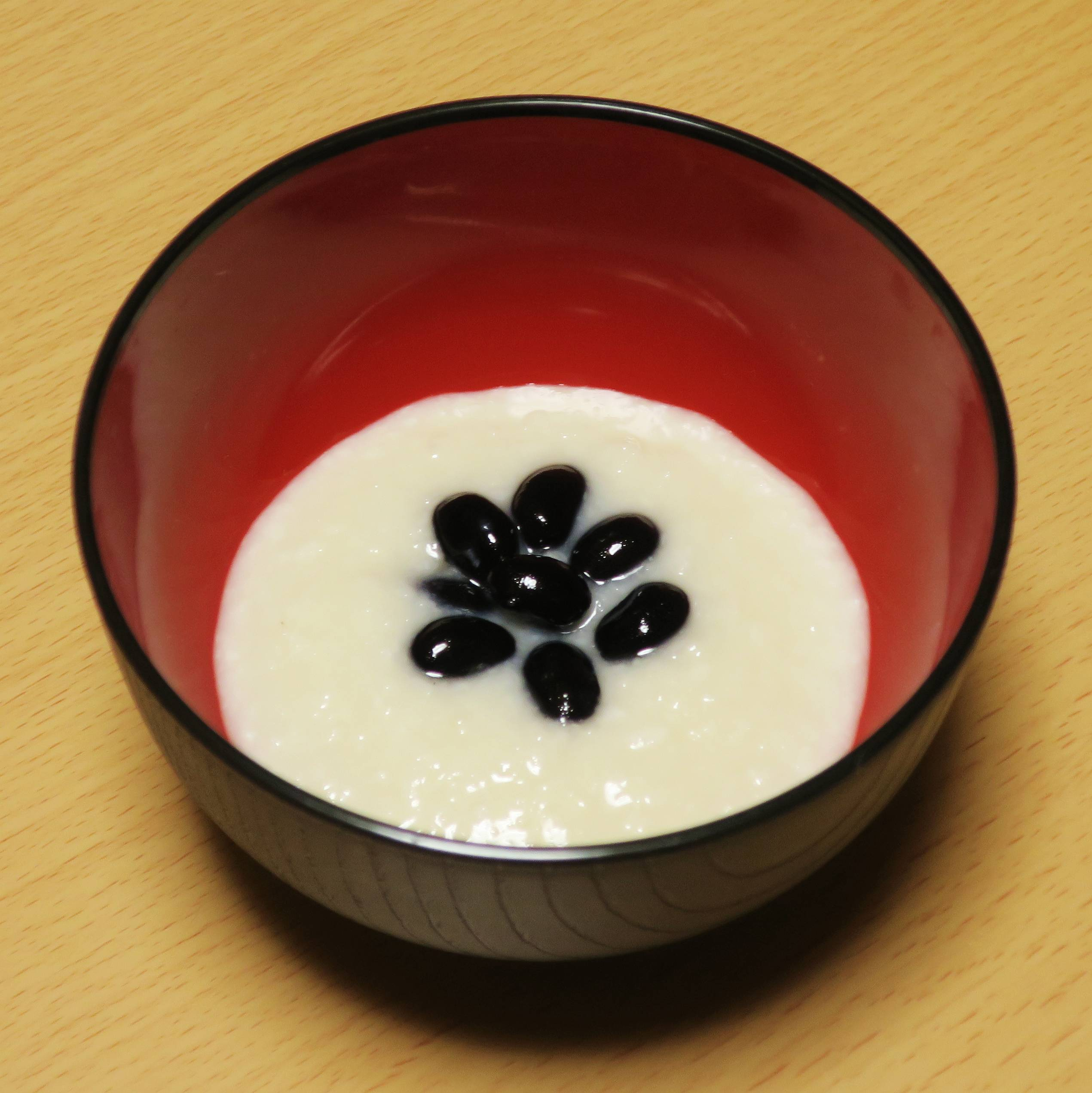
黒豆入りおなっとう（再現）

長野県佐久市の位置

おなっとうは、長野県佐久市（佐久地域）の郷土料理。ご飯に麹（糀）を混ぜて発酵させて作る料理で、甘納豆ともいう（豆を使った甘納豆とは別）。

## 概要
ご飯と米麹から作られる、白くどろっとした食べ物である。炊いたご飯を軽く冷まし、米麹を混ぜて一晩保温すると甘味が出る。これに煮豆を入れるなどすれば完成である。菓子としてお茶請けにしたり、餅に付けたりして食べる。水を加えて温めると、甘酒にもなる。年末から春先にかけての料理である。
佐久では、古くから米を使った「なっとう」（本項のおなっとう）、豆を使った「なっとう」（糸を引く納豆）の両方が作られてきた。ともに「なっとう」であったが、五穀の序列でより上位に来る米を使った「なっとう」の方に「お」を付けて、区別するようにしたという。
かつては各家庭で味噌作りが行われており、その際に余った麹を使い、こたつの中で一晩保温して作っていた。今日では炊飯・保温機能をもつ炊飯器で簡単に作ることができるが、味噌作りをする家庭自体が減ったことから、おなっとうを作ったり、食べたりする機会も減ってしまった。

## 調理法
材料はうるち米1合、米麹100g（5人分）。調理方法の一例を下記に示す。
1. 炊飯器で炊いたご飯をほぐし、30℃程度まで冷ます。
2. ほぐした米麹を30℃程度のぬるま湯（100mL）に30分間浸す。
3. 1と2とを混ぜ、炊飯器で5時間程度保温し、軟らかくなったら取り出す。

その後、軟らかく煮た黒豆やササゲを加える。このほか、甘納豆を加えたり、団子やイチゴなどのフルーツを加えたりといったアレンジがなされる。出来上がったら、冷蔵庫にて保管する。
この料理のポイントは、麹を加える際のご飯を温度にある。熱過ぎると甘味が出ず、逆に冷まし過ぎると酸味が出てしまう。60℃の粥に麹を加え、保温時間を2時間とする例もあり、そのあたりは季節によって適度に調節する。30分に1回の頻度でかき混ぜながら、発酵の様子を伺うとよい。うるち米ではなく、もち米を使うと甘味が強まる。